# Orah (Bileća, BiH)
Orah je naseljeno mjesto u općini Bileća, Republika Srpska, Bosna i Hercegovina.

## Stanovništvo

### Popisi 1971. – 1991.
| Orah          |              |              |              |
| godina popisa | 1991.        | 1981.        | 1971.        |
| Srbi          | 13 (100,0 %) | 22 (100,0 %) | 25 (100,0 %) |
| ukupno        | 13           | 22           | 25           |

### Popis 2013.
| Orah          |              |
| godina popisa | 2013.        |
| Srbi          | 10 (90,91 %) |
| ostali        | 1 (9,091 %)  |
| ukupno        | 11           |

## Vanjske poveznice
- Službene mrežne stranice općine Bileća